# Diego de Araciel
Diego de Araciel (Estremadura, 1786 circa – 1866 circa) è stato un compositore spagnolo, molto attivo a Milano, dove partecipò alla vita culturale e musicale della città. Le sue opere vennero pubblicate dai maggiori editori musicali del suo tempo, come Giovanni Ricordi e Artaria. I manoscritti dei suoi componimenti sono presenti in diverse biblioteche, in Europa e negli Stati Uniti d'America.

## Biografia
Diego de Araciel è un compositore e musicista spagnolo originario della comunità autonoma dell'Estremadura. Le informazioni biografiche sono, allo stato attuale, ancora frammentarie (e non è chiaro se fosse o meno imparentato con un ramo della famiglia de Araciel la cui presenza è attestata a Napoli). Dopo un periodo di formazione durante il quale studiò armonia e composizione, probabilmente in Spagna sotto la guida di un monaco, si spostò in Italia; la sua attività lo vide presente in varie località della penisola, ma è Milano il centro culturale in cui de Araciel si inserì in modo più stabile e duraturo. Qui fu attivo anche come direttore d'orchestra, e nel 1826 diresse l'opera di Rossini Bianca e Falliero, o sia Il consiglio dei tre presso il Teatro Accademia dei Filo-Drammatici di Milano. Accanto all'attività di compositore e di direttore d'orchestra, Araciel si esibiva anche come concertista al violino e al pianoforte.
Sue opere furono pubblicate da alcuni dei più importanti editori musicali del tempo, come Giovanni Ricordi, Artaria e Luigi Bertuzzi
Diego de Araciel dedicò alcuni dei suoi componimenti a personalità in vista nel panorama culturale milanese, come Pompeo Belgiojoso, e fu a propria volta dedicatario di alcune opere da parte di altri compositori, a riprova del suo attivo coinvolgimento nell'ambiente musicale, nonostante la scarsità della documentazione coeva. A lui dedicarono opere Giuseppe Antonio Rolla, Gaspare Romanò e Carlo Marcora.

## Opere

### Trattati teorici
- Trattato dell'armonia (manoscritto)
- Trattato del contrappunto e della fuga (manoscritto)
- Esercizi utili ed indispensabili preparatori alla scuola moderna del canto, per soprano esposti nelle due chiavi di Si e di Sol (Ed. Giovanni Ricordi, Milano)

### Componimenti musicali
Alcune copie manoscritte degli spartiti (attualmente noti) delle sue opere sono dislocati in differenti località del mondo (come la biblioteca del Conservatorio G. Verdi di Milano, la biblioteca del Congresso degli Stati Uniti d'America e la biblioteca dell'abbazia benedettina di Seitenstetten, in Austria).
- Ah non sa'', duetto per serenata, per tenore e basso con accompagnamento pianistico (Ed. Giovanni Ricordi, Milano, 1826)
- Luigi dal caro bene'', aria per soprano e piano, inclusa in un'antologia con altre composizioni vocali di vari autori, dal titolo Il trovatore italiano (Ed. Epimaco e Pasquale Artaria, Milano, 1833)
- Sinfonia (manoscritto presso la biblioteca del Conservatorio Verdi di Milano)
- Tre terzetti per serenata a violino, viola e chitarra (manoscritto presso la biblioteca del Congresso a Washington); (Ed. Giovanni Ricordi, Milano, 1818)
- Valtz variato a foggia d'improvvisi per violino solo ed anche con la guida del pianoforte d'accompagnarsi ad orecchio. Valzer in sol per violino e pianoforte (Ed. Giovanni Ricordi, Milano, 1833)
- 48 valzer variati per violino a guisa dimprovvissi per violino solo daccompagnarsi ad orecchio, violino con chitarra o pianoforte ad orecchio (Ed. Giovanni Ricordi, Milano 1826)
- Sei valzer Trio e coda, ridotti per pianoforte (Ed. Luigi Bertuzzi, Milano)
- Due quintetti per serenata a due violini due viole, e violoncello (Ed. Ferdinando Artaria, Milano)
- Duetti
- Canzoni, arie operistiche
- Due quintetti per serenata a due violini due viole, e violoncello (Ed. Ferdinando Artaria, Milano)

Al 2004 risale la scoperta, in Austria, presso la biblioteca dell'abbazia benedettina di Seitenstetten, di tre quartetti inediti, grazie alle ricerche di Luis Llácer, violista del Cuarteto Canales, e di Carlos José Gosálvez, responsabile della biblioteca del Conservatorio Reale di Madrid. Risalgono plausibilmente al periodo tra il 1815 e il 1835, momento in cui è attestata la presenza di Diego de Araciel a Milano.
- Quartetto per strumenti a corda n° 1, in fa maggiore (manoscritto rinvenuto a Seitenstetten, Austria)

1.	Allegro agitato
2.	Minuetto: Allegretto. Trio: Allegretto
3.	Andante sostenuto
4.	Finale: Rondó Allegro non molto
- Quartetto per strumenti a corda n° 2, in mi bemolle maggiore (manoscritto rinvenuto a Seitenstetten, Austria)

1.	Allegro non molto
2.	Minuetto
3.	Andante mosso
4.	Allegro vivace
- Quartetto per strumenti a corda n° 3, in re minore (manoscritto rinvenuto a Seitenstetten, Austria)

1.	Allegro
2.	Minuetto. Trio
3.	Andante mosso
4.	Allegro finale

## Discografia
- Obras de cámara para cuerdas: Quatuor no 3, Terzetti per serenata nos 1 à 3, pour violon, alto et guitare - José María Gallardo del Rey, guitare; Cuarteto Canales: Alexander Detísov, Marian Moraru, violons; Luis Llácer, alto; Natalia Margulis, violoncelle (juin 2012, Patrimonio musical hispano, vol. 32, Sociedad Española de Musicología/Discan) (http://www.sedem.es/es/catalogo/producto.asp?id=266)